# تأويل مزدوج
التأويل المزدوج هي نظرية شرحها العالم الاجتماعي أنتوني جيدينز، ومفادها أن المفاهيم «غير العادية» اليومية ومفاهيم العلوم الاجتماعية لها علاقة ثنائية الاتجاه  ومن الأمثلة الشائعة فكرة الطبقة الاجتماعية، وهي فئة علمية اجتماعية دخلت في استخدام واسع في المجتمع و منذ السبعينات، ما كان يعتبر سمة مميزة للعلوم الاجتماعية أصبح التأويل المزدوج معيارًا لرسم حدود الإنسان والمجتمع عن العلوم الطبيعية. 

## نظرة عامة
وقد ذكر أنتوني جيدينز أن هناك فرقًا هامًا بين العلوم الطبيعية والاجتماعية،  في العلوم الطبيعية يحاول العلماء المتخصصون في العلوم الطبيعية فهم ووضع النظريات التي يقوم على أسسها بناء العالم الطبيعي وهذا يعني بينما نحن بحاجة إلى فهم تصرفات المعادن أو المواد الكيميائية، فإن المواد الكيميائية والمعادن لا تسعى إلى تكوين فهم لنا ويشير إلى هذا على أنه «التأويل المفرد». (التأويل يعني التفسير أو الفهم.) و على النقيض من ذلك فأن العلوم الاجتماعية تشارك في عملية التأويل المزدوج فالعلوم الاجتماعية المختلفة تدرس الناس والمجتمع على الرغم من اختلاف طريقة القيام بذلك وإن بعض العلوم الاجتماعية مثل علم الاجتماع لا تدرس ما يفعله الناس فحسب بل إنها تدرس أيضا كيف يفهم الناس عالمهم وكيف يشكل هذا الفهم عاداتهم نظرًا لأن الأشخاص يمكنهم التفكير في العلوم الاجتماعية والاختيار واستخدام معلومات جديدة لمراجعة إستيعابهم وعاداتهم، ويمكنهم استخدام معرفة ورؤى العلوم الاجتماعية لتغيير عاداته 
منذ المناقشات المعروفة (في أوائل السبعينات) حول دور التأويل المزدوج في علم التاريخ ما بعد التجريبي من ناحية والنظرية الحرجة من ناحية أخرى وأصبح هناك ميل إلى معارضة المنهج للقراءة الوجودية المتعلقة بالتأويلات المزدوجة –د.جنيف
و في توضيح فكرته عن التأويل المزدوج يشرح جيدنز أنه في حين كان الفلاسفة وعلماء الاجتماع كثيراً ما يتفكرون في الطريقة "التي تتطفل بها المفاهيم بعناد على الخطاب الفني للعلم الاجتماعي" وقليلون الذين يفكرون في الأمر بالعكس"  ويشرح لنا أن "مفاهيم العلوم الاجتماعية لا تنتج عن موضوع مستقل يتم تشكيله، ولا يزال مستمراً بصرف النظر عن ماهية هذه المفاهيم. وكثيرا ما تدخل نتائج العلوم الاجتماعية في العالم الذي يصفونه على نحو تأسيسي" 